# Sofia di Sassonia (1587-1635)
Sofia di Sassonia (Dresda, 29 aprile 1587 – Stettino, 9 dicembre 1635) è stata una principessa sassone e una duchessa di Pomerania-Stettino.

## Biografia
Era la figlia di Cristiano I di Sassonia (1560-1591), e di sua moglie, Sofia (1568-1622), figlia del principe elettore Giovanni Giorgio di Brandeburgo.

## Matrimonio
Sposò, il 26 agosto 1610 a Dresda, il duca Francesco di Pomerania (1577-1620). Non ebbero figli.
Dopo la morte di Francesco, Sofia ricevette la città e il quartiere di Wolin. Amministrò il quartiere durante i difficili anni della Guerra dei trent'anni. Tra il 1622 e il 1626, fece costruire una nuova residenza a Wolin, perché il vecchio castello di Wolin era piuttosto fatiscente.
Dopo la sua morte, il distretto andò in mano al duca Boghislao XIV di Pomerania. Tuttavia, tutti i beni mobili e le scorte di grano, sono stati confiscati dall'esercito svedese, perché la Svezia era in guerra con la Sassonia.
Sofia fu inizialmente sepolta nella cripta ducale a Stettino, ma nel 1650 il suo corpo fu trasferito al Sophienkirche a Dresda.

## Ascendenza
|                                 |                              |                                  | Genitori                          |  |  | Nonni |  |  | Bisnonni              |  |  | Trisnonni               |  |
|                                 |                              |                                  |                                   |  |  |       |  |  | Enrico IV di Sassonia |  |  | Alberto III di Sassonia |  |
|                                 |                              |                                  |                                   |  |  |       |  |  | Enrico IV di Sassonia |  |  | Alberto III di Sassonia |  |
|                                 |                              | Sidonia di Boemia                |                                   |  |  |       |  |  | Enrico IV di Sassonia |  |  |                         |  |
| Augusto I di Sassonia           |                              |                                  |                                   |  |  |       |  |  | Enrico IV di Sassonia |  |  |                         |  |
|                                 |                              | Caterina di Meclemburgo-Schwerin | Magnus II di Meclemburgo-Schwerin |  |  |       |  |  |                       |  |  |                         |  |
|                                 |                              | Caterina di Meclemburgo-Schwerin | Magnus II di Meclemburgo-Schwerin |  |  |       |  |  |                       |  |  |                         |  |
|                                 |                              | Caterina di Meclemburgo-Schwerin | Sofia di Pomerania-Wolgast        |  |  |       |  |  |                       |  |  |                         |  |
| Cristiano I di Sassonia         |                              | Caterina di Meclemburgo-Schwerin |                                   |  |  |       |  |  |                       |  |  |                         |  |
|                                 |                              | Cristiano III di Danimarca       | Federico I di Danimarca           |  |  |       |  |  |                       |  |  |                         |  |
|                                 |                              | Cristiano III di Danimarca       | Federico I di Danimarca           |  |  |       |  |  |                       |  |  |                         |  |
|                                 |                              | Cristiano III di Danimarca       | Anna del Brandeburgo              |  |  |       |  |  |                       |  |  |                         |  |
| Anna di Danimarca               |                              | Cristiano III di Danimarca       |                                   |  |  |       |  |  |                       |  |  |                         |  |
|                                 |                              | Dorotea di Sassonia-Lauenburg    | Magnus I di Sassonia-Lauenburg    |  |  |       |  |  |                       |  |  |                         |  |
|                                 |                              | Dorotea di Sassonia-Lauenburg    | Magnus I di Sassonia-Lauenburg    |  |  |       |  |  |                       |  |  |                         |  |
|                                 |                              | Dorotea di Sassonia-Lauenburg    | Caterina di Braunschweig-Lüneburg |  |  |       |  |  |                       |  |  |                         |  |
| Sofia di Sassonia               |                              | Dorotea di Sassonia-Lauenburg    |                                   |  |  |       |  |  |                       |  |  |                         |  |
|                                 | Gioacchino II di Brandeburgo | Gioacchino I di Brandeburgo      |                                   |  |  |       |  |  |                       |  |  |                         |  |
|                                 | Gioacchino II di Brandeburgo | Gioacchino I di Brandeburgo      |                                   |  |  |       |  |  |                       |  |  |                         |  |
|                                 | Gioacchino II di Brandeburgo | Elisabetta di Danimarca          |                                   |  |  |       |  |  |                       |  |  |                         |  |
| Giovanni Giorgio di Brandeburgo | Gioacchino II di Brandeburgo |                                  |                                   |  |  |       |  |  |                       |  |  |                         |  |
|                                 |                              | Maddalena di Sassonia            | Giorgio di Sassonia               |  |  |       |  |  |                       |  |  |                         |  |
|                                 |                              | Maddalena di Sassonia            | Giorgio di Sassonia               |  |  |       |  |  |                       |  |  |                         |  |
|                                 |                              | Maddalena di Sassonia            | Barbara Jagellona                 |  |  |       |  |  |                       |  |  |                         |  |
| Sofia di Brandeburgo            |                              | Maddalena di Sassonia            |                                   |  |  |       |  |  |                       |  |  |                         |  |
|                                 |                              | Giorgio di Brandeburgo-Ansbach   | Federico I di Brandeburgo-Ansbach |  |  |       |  |  |                       |  |  |                         |  |
|                                 |                              | Giorgio di Brandeburgo-Ansbach   | Federico I di Brandeburgo-Ansbach |  |  |       |  |  |                       |  |  |                         |  |
|                                 |                              | Giorgio di Brandeburgo-Ansbach   | Sofia Jagellona                   |  |  |       |  |  |                       |  |  |                         |  |
| Sabina di Brandeburgo-Ansbach   |                              | Giorgio di Brandeburgo-Ansbach   |                                   |  |  |       |  |  |                       |  |  |                         |  |
|                                 |                              | Edvige di Münsterberg-Oels       | Carlo I di Münsterberg-Oels       |  |  |       |  |  |                       |  |  |                         |  |
|                                 |                              | Edvige di Münsterberg-Oels       | Carlo I di Münsterberg-Oels       |  |  |       |  |  |                       |  |  |                         |  |
|                                 |                              | Edvige di Münsterberg-Oels       | Anna di Sagan                     |  |  |       |  |  |                       |  |  |                         |  |
|                                 |                              | Edvige di Münsterberg-Oels       |                                   |  |  |       |  |  |                       |  |  |                         |  |